# 大光寺 (大阪市)
大光寺（だいこうじ）は、大阪府大阪市天王寺区下寺町にある浄土宗の寺院。山門が国の登録有形文化財となっている。
山号は常照山。院号は摂取院。本尊は阿弥陀如来。口縄坂の北側、源聖寺坂の南側にあり、松屋町筋に西面する。

## 文化財

### 登録有形文化財
2008年（平成20年）7月8日、山門が登録有形文化財となった。江戸時代の1749年（寛延2年）建築の薬医門。木造。間口2.8mで、女梁を挿し肘木状に作り、男梁上、大斗肘木を介し、虹梁と軒桁を支持する。腰軒は一軒繁垂木。切妻造本瓦葺き。

## 交通
- 谷町線四天王寺前夕陽ヶ丘駅から徒歩6分